# WTC 9/11
WTC 9/11 est une œuvre de musique contemporaine de Steve Reich composée pour un quatuor à cordes et bande numérique en 2010. Écrite neuf ans après les attentats du 11 septembre à New York, elle est une commémoration de l'événement et un hommage à toutes les victimes du World Trade Center (WTC) dont elle prend le nom.

## Historique
Steve Reich — compositeur dont l'œuvre et la renommée sont directement rattachées à la ville de New York —, décide, à la demande de David Harrington l'un des membres du Kronos Quartet, d'écrire une pièce en relation avec l'attaque terroriste sur le World Trade Center (WTC) dix ans après les événements du 11 septembre 2001. L'intitulé WTC 9/11 de la composition fait référence aux tours jumelles du WTC mais aussi à la pièce World to Come du compositeur David Lang, un ami de Reich,. Les attaques du 11 septembre ont été pour Steve Reich une expérience familiale douloureuse puisqu'il a vécu les événements en direct à la télévision, avec son épouse Beryl Korot, depuis leur résidence secondaire dans le Vermont, alors que leur fils Ezra, sa femme Davies et leur petit-fils Orah, occupaient ce matin-là leur appartement familial situé à quelques blocs du World Trade Center et qu'ils étaient en relation téléphonique permanente avec eux durant toute la matinée,.
WTC 9/11 a été commissionné notamment par le Carnegie Hall de New York et le Barbican Centre de Londres pour le Kronos Quartet qui en est le dédicataire. La première mondiale de l'œuvre a eu lieu le 19 mars 2011 à l'université Duke en Caroline du Nord aux États-Unis par le Kronos Quartet (composé des violonistes David Harrington et John Sherba, de l'altiste Hank Dutt et du violoncelliste Jeffrey Zeigler) et la première à New York le 30 avril 2011 au Carnegie Hall.

## Structure
WTC 9/11 est une œuvre écrite pour trois quatuors à cordes (un en direct et deux enregistrés), sons fixés, voix enregistrées, et bande numérique. Composée de trois mouvements, elle inclut dans le premier des dialogues enregistrés au moment des faits entre les aiguilleurs du ciel d'une part (notamment de la NORAD et des premières preuves des détournements des avions) et les pompiers de New York d'autre part, tous disponibles maintenant sur internet, et dans le second des témoignages recueillis postérieurement par Steve Reich auprès de ses voisins du quartier de Lower Manhattan, à proximité immédiate de Ground Zero. Cette technique d'échantillonnage des voix est à rapprocher du travail antérieur du compositeur pour Different Trains datant de 1988. Le troisième mouvement est inspiré d'un rituel juif pour les morts qui consiste à réciter des prières en continu près des corps en attendant l'enterrement,,. Pour cela, Steve Reich fait chanter le psaume 121:8 et l'Exode 23:20 de la Bible à la violoncelliste Maya Beiser.
Composé de trois mouvements joués attacca, son exécution dure environ 15 minutes :
1. 9/11/01
2. 2010
3. WTC

Alors que les œuvres du compositeur se sont de plus en plus orientées ces trois dernières décennies vers le chromatisme, des critiques ont noté pour WTC 9/11 une « prédominance des dissonances notamment sur les secondes majeures et mineures créant des rythmes inquiétants sur un fond pulsatile ».

## Enregistrements
- WTC 9/11 par le Kronos Quartet, Nonesuch Records, 2011
- WTC 9/11 par le Quatuor Tana, Megadiscs Classics, 2016